# King (album T.Love)
King – album zespołu T.Love wydany w 1992 roku.
Największym przebojem drugiej płyty reaktywowanego zespołu była piosenka tytułowa − utwór King stał się jednym z hymnów T.Love. Przebojami okazały się też utwory Stany oraz Dzikość serca. Mocno dopracowany album osiągnął wysokie notowania, a wielu krytyków uważa go za najlepszy rockowy album w tamtych czasach. Muniek Staszczyk w swoich tekstach opisywał romantycznych chuliganów (King), problemy egzystencjalne (Dzikość serca), a nawet rozprawiał się z polskim światkiem muzycznym (Nabrani). Teksty te często oddają nastroje i problemy społeczne wczesnego kapitalizmu.

## Lista utworów
1. King – 4:30
2. X – 4:23
3. Motorniczy – 3:34
4. Gruby jak Elvis – 3:08
5. Dzikość serca – 5:06
6. Nabrani – 2:55
7. Kiełbasy Harmanna – 3:35
8. Pani z dołu – 4:24
9. Stany – 4:36
10. He Was Born to Be a Taxi Driver – 3:51
11. Never Come Back – 3:22

## Skład
1. Muniek Staszczyk – śpiew
2. Jan Benedek – gitara solowa
3. Jacek Perkowski – gitara elektryczna
4. Paweł Nazimek – gitara basowa
5. Jarosław Polak – perkusja
6. Romuald Kunikowski – instrumenty klawiszowe